# Scipione Borghese
Scipione Borghese (* 1. April 1734 in Rom; † 26. Dezember 1782 ebenda) war ein Kardinal der Römischen Kirche.

## Leben
Scipione Borghese stammte aus dem römischen Adelsgeschlecht der Borghese, das bereits zahlreiche Kardinäle hervorgebracht hatte. Sein Onkel war der Kardinal Francesco Scipione Maria Borghese, ein weiterer Familienangehöriger war der Kardinal Camillo Borghese, der als Paul V. Papst wurde. Da für ihn eine kirchliche Laufbahn vorgesehen war, studierte er Theologie am Collegio Tolomei in Siena und danach an der Universität La Sapienza in Rom, wo er zum Doctor iuris utriusque promoviert wurde.
Am 22. September 1759 empfing er das Sakrament der Priesterweihe und wurde er am 5. Juli 1765 zum Titularerzbischof von Teodosia ernannt. Die Bischofsweihe spendete ihm am 9. Juni 1765 Kardinal Marcantonio Colonna; Mitkonsekratoren waren die Kurienerzbischöfe Domenico Giordani und Giovanni Lercari. Er war einer der engsten Mitarbeiter von Papst Clemens XIII. in den letzten Jahren seines Pontifikates und bemühte sich dabei, die Jesuiten zu verteidigen. Diese Position änderte er jedoch schnell unter dem Pontifikat von Clemens XIV., der schließlich 1773 die Gesellschaft Jesu auflöste.
Am 10. September 1770 von Papst Clemens XIV. zum Kardinal erhoben, ernannte ihn der Papst am 12. Dezember desselben Jahres zum Kardinalpriester von Santa Maria sopra Minerva. Er nahm am Konklave von 1774/1775 teil, das Giovanni Angelo Braschi als Papst Pius VI. wählte. Er war vom 1. März 1779 bis zum 20. März 1780 Camerlengo des Kardinalskollegiums.